# Liste der Abgeordneten zum Kärntner Landtag (6. Wahlperiode)
Diese Liste der Abgeordneten zum Kärntner Landtag (6. Wahlperiode) listet alle Abgeordneten zum Kärntner Landtag in der 6. Wahlperiode auf. Die Angelobung der Abgeordneten erfolgte am 22. September 1884, die letzte Sitzung der 6. Wahlperiode wurde am 23. November 1889 einberufen. Dem Landtag gehörten dabei 10 Vertreter des „großen Grundbesitzes“ (GG), 9 Vertreter der Städte, Märkte und Industrialorte (SMI), 3 Vertreter der Handels- und Gewerbekammer (HGK) und 14 Vertreter der Landgemeinden (LG) sowie der Bischof von Gurk an.

## Sessionen
Die 5. Wahlperiode war in fünf Sessionen unterteilt:
- I. Session: 22. September 1884 bis 24. Oktober 1884
- II. Session: 25. November 1885 bis 19. Dezember 1885 sowie vom 10. bis 22. Jänner 1887
- III. Session: 9. bis 22. Dezember 1886 sowie vom 10. bis 22. Jänner 1887
- IV. Session:
- V. Session: 10. September 1888 bis 13. Oktober 1888
- VI. Session: 10. Oktober 1889 bis 23. November 1889

## Landtagsabgeordnete
| Name                         | Wahl- klasse | Region                                                        | Anmerkung                                           |
| ---------------------------- | ------------ | ------------------------------------------------------------- | --------------------------------------------------- |
| Abuja Matthias               | LG           | Hermagor, Tarvis, Arnoldstein, Kötschach                      |                                                     |
| Aichlburg-Labia Leopold      | GG           |                                                               | für Douglas von Thurn-Valsassina nachgerückt        |
| Canaval Leodegar             | HGK          |                                                               |                                                     |
| Einspieler Andreas           | LG           | Völkermarkt, Eberndorf, Bleiburg, Kappel                      | im Amt verstorben                                   |
| Einspieler Gregor            | LG           | Völkermarkt, Eberndorf, Bleiburg, Kappel                      | am 10. September 1888 für Anton Einspieler angelobt |
| Elbl Anton                   | GG           |                                                               |                                                     |
| Erwein Franz                 | SM           | Klagenfurt                                                    | für Gabriel von Jessernig nachgerückt               |
| Erwein Josef                 | GG           |                                                               |                                                     |
| Funder Peter                 | Virilstimme  |                                                               |                                                     |
| Geinsperger Simon            | LG           | Wolfsberg, St. Leonhard, St. Paul                             |                                                     |
| Ghon Carl                    | SM           | Villach                                                       |                                                     |
| Goëss Zeno von               | GG           |                                                               |                                                     |
| Grawein Alexander            | SMI          | St. Veit, Feldkirchen                                         | vor der IV. Session ausgeschieden ?                 |
| Herbert-Kerchnawe Ernst      | SM           | Wolfsberg, St. Leonhard, St. Andrä, St. Paul, Unterdrauburg   |                                                     |
| Hibler Ivo von               | SM           | Klagenfurt                                                    |                                                     |
| Hillinger Carl               | HGK          |                                                               |                                                     |
| Hinterhuber Hermann          | HGK          |                                                               |                                                     |
| Hock Gustav                  | LG           | St. Veit, Friesach, Gurk, Althofen, Eberstein                 |                                                     |
| Holzer Josef                 | LG           | St. Veit, Friesach, Gurk, Althofen, Eberstein                 |                                                     |
| Jessernig Gabriel von        | SM           | Klagenfurt                                                    | vor der IV. Session ausgeschieden ?                 |
| Lax Peter                    | LG           | Klagenfurt, Feldkirchen, Ferlach                              |                                                     |
| Luggin Josef                 | SM           | Völkermarkt, Bleiburg, Kappel                                 |                                                     |
| Moro Leopold von             | GG           |                                                               |                                                     |
| Mühlbacher Paul              | GG           |                                                               |                                                     |
| Muri Franz                   | LG           | Völkermarkt, Eberndorf, Bleiburg, Kappel                      |                                                     |
| Nischelwitzer Oswald         | LG           | Hermagor, Tarvis, Arnoldstein, Kötschach                      |                                                     |
| Orasch Matthäus              | LG           | Villach, Paternion, Rosegg                                    |                                                     |
| Orsini-Rosenberg Heinrich    | GG           |                                                               |                                                     |
| Pichler Eduard               | SM           | Spittal, Gmünd, Obervellach, Oberdrauburg                     |                                                     |
| Poche Eugen                  | GG           |                                                               |                                                     |
| Pongratz Rudolf              | LG           | Wolfsberg, St. Leonhard, St. Paul                             |                                                     |
| Prettner Franz               | SM           | St. Veit, Feldkirchen                                         | für Alexander Grawein nachgerückt                   |
| Rainer Victor von            | GG           |                                                               |                                                     |
| Schnablegger Cajetan         | SM           | Hermagor, Tarvis, Malborghet, Bleiburg-Kreuth                 |                                                     |
| Seebacher Johann             | LG           | Klagenfurt, Feldkirchen, Ferlach                              |                                                     |
| Supersberg Anton             | LG           | Spittal, Millstatt, Gmünd, Greifenburg, Obervellach, Winklern | am 10. Dezember 1886 für Josef Tauerer angelobt     |
| Tauerer Josef                | LG           | Spittal, Millstatt, Gmünd, Greifenburg, Obervellach, Winklern | im Amt verstorben                                   |
| Tengg Thomas                 | LG           | Villach, Paternion, Rosegg                                    |                                                     |
| Thurn-Valsassina Douglas von | GG           |                                                               | vor der IV. Session ausgeschieden ?                 |
| Traun Gustav                 | SM           | Friesach, Straßburg, Althofen                                 |                                                     |
| Ubl Karl                     | GG           |                                                               |                                                     |
| Walter Josef                 | LG           | Spittal, Millstatt, Gmünd, Greifenburg, Obervellach, Winklern |                                                     |